# Kelli Garner
Kelli Brianne Garner, född 11 april 1984 i Bakersfield i Kalifornien, är en amerikansk skådespelare.
Garner växte upp i Thousand Oaks i Kalifornien. Hon är bland annat känd för att ha spelat rollen som Kate Cameron i tv-serien Pan Am (2011). Hon har även spelat i långfilmer som The Aviator (2004) och Lars and the Real Girl (2007).
Hon har även spelat teater och bland annat framfört Anton Tjechovs pjäs Måsen tillsammans med Dianne Wiest i New York.
Garner hade under flera år ett förhållande med skådespelaren Johnny Galecki.

## Filmografi i urval
- 2000 – Dubbelbokat
- 2001 – Bully
- 2002 – Love Liza
- 2004 – The Aviator
- 2005 – Man of the House
- 2005 – Thumbsucker
- 2005 – London
- 2007 – Lars and the Real Girl
- 2007 – A Story of a Teenager
- 2009 – Taking Woodstock
- 2009 – G-Force
- 2009 – Going the Distance
- 2010 – My Generation (TV-serie)
- 2011 – Pan Am (TV-serie)
- 2013 – Horns